# Дайербеков, Курманалы
Курманалы́ Дайербе́ков (1887, Сырдарьинская область, Российская империя — 1957, Джамбулская область, Казахская ССР) — старший чабан колхоза имени Фрунзе Коктерекского района Джамбулской области, Казахская ССР. Герой Социалистического Труда (1949).

## Биография
Родился в 1887 году в крестьянской семье в одном из сельских населённых пунктов Сырдарьинской области. С раннего возраста трудился в сельском хозяйстве, батрачил у местных баев. С 1930 года трудился чабаном в сельскохозяйственной артели. С 1936 года — старший чабан колхоза имени Фрунзе Коктерекского района.
Ежегодно показывал высокие трудовые результаты в овцеводстве. На начало 1948 года содержал 403 овцематки. По итогам работы в этом году вырастил в среднем по 112 ягнят от каждой сотни овцематок и получил 93 % смушек первого сорта. Указом Президиума Верховного Совета СССР от 12 июля 1949 года удостоен звания Героя Социалистического Труда за «получение высокой продуктивности животноводства в 1948 году» с вручением ордена Ленина и золотой медали «Серп и Молот» (№ 4119).
В 1953 году участвовал во Всесоюзной выставке ВСХВ.
Трудился в родном колхозе (позднее — совхоз) до своей кончины в 1957 году.